# 七磷化三铯
七磷化三铯是一种无机化合物，化学式为Cs3P7，α晶型的化合物由笼状的P73−阴离子和Cs+构成。它可由铯和红磷按化学计量比在高温反应制得。缓慢降温可以得到亮黄色的α型晶体，淬火则得到橙黄色的β型晶体。它在液氨中结晶，可以得到Cs3P7·3NH3。